# 89e Legerkorps
Het Duitse 89e Legerkorps (Duits: Generalkommando LXXXIX. Armeekorps) was een Duits legerkorps van de Wehrmacht tijdens de Tweede Wereldoorlog. Het korps was lange tijd onderdeel van de kustverdediging en vervolgens in actie aan het Westfront.

## Krijgsgeschiedenis

### Oprichting
Op 2 augustus 1942 werd in Frankrijk het ad-hoc Korps Y opgericht, dat echter al op 9 augustus 1942 weer omgedoopt werd in Korps Schelde. Op 25 oktober 1942 werd dit dan weer omgedoopt in de definitieve naam 89e Legerkorps.

### 1942 - 1944
Het korps werd gevormd omdat de Scheldemonding, en daarmee de belangrijke haven van Antwerpen, kwetsbaar waren voor een mogelijke Engelse commandoraid. Het korps kreeg de beschikking over de 39e, 65e en 712e Infanteriedivisies, waarvan de 65e Infanteriedivisie Heeresgruppe reserve was. Het korps bleef in deze buurt gedurende de volgende twee jaren, steeds met als stafkwartier Antwerpen. Natuurlijk wisselden de ondergeschikte divisies voortdurend. Zo beschikte het korps op 5 augustus 1943 bijvoorbeeld over de 712e Infanteriedivisie, de 171e Reservedivisie en de 19e Luftwaffenfelddivisie. Op 12 juni 1944 waren dit de 48e en 712e Infanteriedivisies en de 165e Reservedivisie. Op 31 augustus 1944 zelfs 5 divisies: de 59e, 64e, 70e en 712e Infanteriedivisies en de 182e Reservedivisie. Uiteindelijk werd ook het korps in de maalstroom van de algehele Duitse terugtocht in september 1944 meegezogen. Het 15e Leger werd door de inname van Antwerpen op 4 september in Vlaanderen en Zeeland gedeeltelijk opgesloten. Het leger evacueerde via Vlissingen en bracht steeds meer troepen terug naar de frontlijn in Noord-Brabant. Het korps kreeg de opdracht om de Schelde-monding te blijven bewaken en zo de geallieerden de toegang tot de haven van Antwerpen te beletten. Het korps nam stelling met de 64e en 712e Infanteriedivisies in Zeeuws-Vlaanderen en de 70e Infanteriedivisie op Walcheren en Zuid-Beveland. Vervolgens werd het korps eind september verplaatst naar het gebied rond Tiel. Midden oktober werd het korps opnieuw verplaatst, nu naar de Elzas. Daar kwam het korps terecht in de terugtrekkende gevechten tegen het US 7e Leger, richting de Duitse grens. Rond 22 oktober, in gevechten rond de Saverne-pas werd een deel van de korpsstaf gevangengenomen, maar de commandant, Generaal Werner Freiherr von und zu Gilsa, ontsnapte. Vervolgens moest het korps langzaam naar het noordoosten uitwijken. Op 28 november was het korps verantwoordelijk voor de Sarre-Union-Gambsheim linie.

Op 8 december werd het korps geüpgraded naar een onafhankelijk commando, direct onder Heeresgruppe G, met de naam Gruppe Höhne. De Gruppe beschikte over de 361e, 245e en 256e Volksgrenadierdivisies en had een effectieve sterkte van ongeveer 9.000 troepen, waarvan ongeveer 5.500 als infanterie konden worden beschouwd. Dezelfde dag nog kreeg de Gruppe ook de Divisie Raessler en de 21e Pantserdivisie toegewezen. Tot 20 december werd de Gruppe langzaam teruggedreven over de Duitse grens.

### 1945

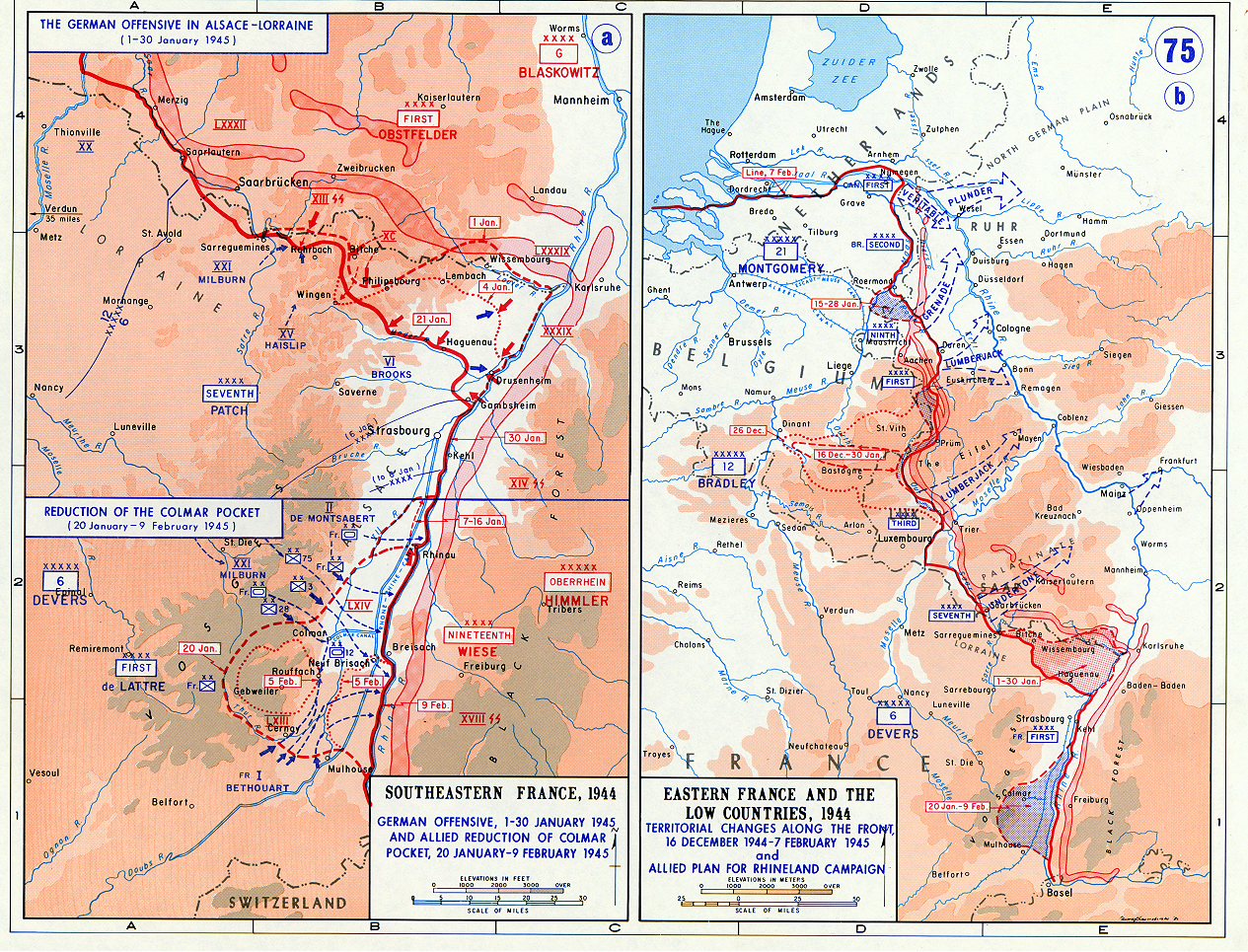
Operatie Nordwind

Eind december 1944 werd de Gruppe Höhne weer omgedoopt in 89e Legerkorps. Op 31 december startten de Duitsers Operatie Nordwind, een tegenoffensief in de Elzas. Het korps nam deel met de 361e, 245e en 256e Volksgrenadierdivisies. Tezamen met het 90e Legerkorps werd ongeveer  15 km opgerukt rond Bitche. Tot 25 januari 1945 duurden de Duitse aanvallen voort, maar toen was het offensief voorbij. De volgende maand bleef het korps op zijn plaats, maar op 9 maart werd het meer naar het noorden verplaatst en nam een 40 km stuk front aan de Moezel van Cochem tot Koblenz op zich, onder het 7e Leger. Bij het begin van het geallieerde offensief in de Saar-Pfalz driehoek, vanaf 12 maart, verdedigde het korps deze frontlijn. Het korps werd vol aangevallen door het US 8e Legerkorps en moest zich terugtrekken in de richting van de Rijn, die vervolgens op 16 maart overgestoken werd. Slecht 1700 man van het korps bereikten de oostelijke over van de Rijn. Het korps verdedigde nu de Rijn ten zuiden van Koblenz. Vanaf 24 maart braken de Amerikanen uit het bruggenhoofd van Remagen en de noordelijke flank van het korps werd meteen bedreigd. Het korps trok terug en op 28 maart bevond het zich rond Gießen. Er was nu een onoverbrugbaar gat tussen de Heeresgruppen B en G.
Het 89e Legerkorps was rond 2 april 1945 niet meer in staat om effectief bevel te voeren over zijn ondergeschikte divisies en desintegreerde.

## Bovenliggende bevelslagen
| Leger     | Legergroep     | Plaats/regio                 | Begin           | Eind            |
| --------- | -------------- | ---------------------------- | --------------- | --------------- |
| 15. Armee | Heeresgruppe D | Antwerpen                    | 2 augustus 1942 | 12 januari 1944 |
| 15. Armee | Heeresgruppe B | Antwerpen, België, Nederland | 12 januari 1944 | 13 oktober 1944 |
| 19. Armee | Heeresgruppe G | Elzas                        | 17 oktober 1944 | 28 oktober 1944 |
| 1. Armee  | Heeresgruppe G | Elzas, Saarpfalz             | 28 oktober 1944 | 9 maart 1945    |
| 7. Armee  | Heeresgruppe G | Saarpfalz, Hessen            | 9 maart 1945    | april 1945      |

## Commandanten
| Rang                     | Naam                             | Begin            | Eind             |
| ------------------------ | -------------------------------- | ---------------- | ---------------- |
| Generalleutnant          | Otto Ernst Ottenbacher           | 2 augustus 1942  | 14 augustus 1942 |
| General der Panzertruppe | Dr. Alfred Ritter von Hubicki    | 14 augustus 1942 | 18 december 1942 |
| Generalleutnant          | Hugo Höfl                        | 18 december 1942 | april 1943       |
| General der Panzertruppe | Dr. Alfred Ritter von Hubicki    | 30 april 1943    | juni 1943        |
| General der Infanterie   | Werner Freiherr von und zu Gilsa | 11 juni 1943     | 12 januari 1944  |
| Generalleutnant          | Friedrich-Wilhelm Neumann        | 12 januari 1944  | 29 januari 1944  |
| General der Infanterie   | Werner Freiherr von und zu Gilsa | 29 januari 1944  | 23 november 1944 |
| General der Infanterie   | Gustav Höhne                     | 23 november 1944 | april 1945       |